# 연호
연호(年號, 문화어: 년호)는 한문을 사용하는 동양의 군주 국가에서 쓰던 기년법을 말하는 것으로, 처음에는 군주 국가에서 임금이 즉위하는 해에 붙는 연대적인 칭호였다. 해(年)의 차례를 나타내고자 붙이며, 원호(元號) 또는 다년호라고도 한다.
본래는 당시에 재위하는 군주의 재위년을 연호로 사용하였는데, 무제(武帝) 때에는 재위년과 별도의 연호를 처음으로 사용하였다.  그리고  한 군주가 필요에 따라 연호를 바꾸어 쓸 수 있었으나, 중국에서는 명나라 때부터 한 군주가 한 연호만 사용하는 일세일원제가 확립되었다. 연호의 기준이 되는 해를 기원(紀元)이라고 부르며, 기원으로부터 센 햇수를 기년(紀年)이라고 부른다.
군주제와는 연관이 적으나, 불기(佛紀) 및 서기(西紀), 단기(檀紀) 등도 연호에 속한다.
이러한 연호는 동양에서는 자주국의 상징으로서 굳이 황제가 군주인 명목상의 황제국이 아니더라도 황제국과 동급임을 나타내고자 사용하였다. 이때 연호는 군주의 통치권이 물리적 공간, 즉 국토는 물론이고 시간에까지 이름을 상징한다. 다시 말해 연호는 군주가 시간을 지배함을 뜻한다.

## 쓰임
예를 들자면 태조(명나라)는 즉위 후 '홍무(洪武)'라는 연호를 사용했으며 그의 통치 기간 동안 이 연호가 사용되어 그에겐 홍무제라는 시호가 붙었다. 이 '홍무'라는 연호로 당시 연도를 나타내자면 1368년은 홍무 원년(1년), 1377년은 홍무 10년인 것이다. 또, 일본에서는 메이지(明治), 다이쇼(大正), 쇼와(昭和) 등과 같은 연호가 사용되었다.

## 같이 보기
- 사연호
- 한국의 연호
  - 조선의 연호
- 베트남의 연호
- 몽골의 연호
- 중국의 연호 목록
- 타이완의 연호(중국어판)
- 일본의 연호
- 중국력
- 연대학